# Марков монастырь
Марков монастырь во имя святого Димитрия — православный женский монастырь Скопийской епархии Македонской православной церкви, расположенный вблизи села Маркова-Сушица, через которое протекает Маркова река, примерно в 20 км от столицы Скопье. Назван в честь народного героя Королевича Марко. Болгары считают Марков монастырь частью национального исторического наследия

## История
Монастырский храм Св. Димитрия возведен в 1345 году. Обновил храм король Вукашин, росписи завершены при его сыне Марко между 1366 и 1371 годом.